# メイプルカントリークラブ
メイプルカントリークラブは、岩手県滝沢市にあるゴルフ場である。

## 概要
「メイプルカントリークラブ」は、岩手県の中部、北西の岩手山の山麓に位置し、東に北上川が南に雫石川が流れる。盛岡市と隣接することから多くは盛岡市に通勤・通学するなど、盛岡市のベッドタウンとしての位置づけが強いなど、住宅密集地が分散するロケーションの所にある。
1980年（昭和55年）代中期、新たなゴルフ場の建設に向けて、建設用地の滝沢市大沢地区に、コース設計は金田武明に依頼し、18ホール規模のゴルフ場の造成工事が着工された。 1987年（昭和62年）4月22日、18ホールの造成工事が完了し、開場された。
コースは、各ホール世界の名コースを随所に再現してありニックネームがつけられていて、アウトコースは1番ホールは「セント・アンドリュース オールドコース」の代名詞のダブルグリーンのホール。2番ホールは「ロイヤルドーノック」、3番ホールは「セント・アンドリュース」の11番ホールのイーデンホール。4番ホールは「メリオンゴルフクラブ」の16番のグリーンの考え方、6番ホールは「サイプレスポイント」の9番ホールの戦略性を取り入れたホール。7番ホールはグリーン手前に池があるヒロイックなホール、9番ホールは左サイドに岩手県の名峰「岩手山」をイメージしたバンカーがある。
インコースの13番ホールは2段フェアウェイ、15番ホールはアイルランドの「ラヒンチゴルフクラブ」の6番。16番ホールは「オーガスタ・ナショナル・ゴルフクラブ」の16番など、世界の名コースを模倣したホールがあり個性豊かな18ホールを楽しめる。

## 所在地
〒020－0709 岩手県滝沢市大沢外山野1－1

## コース情報
- 開場日 - 1987年4月22日
- 設計者 - 金田 武明
- 面積 - 850,000m2（約25.7万坪）
- コースタイプ - 林間コース
- コース - 18ホールズ、パー72、6,528ヤード
- フェアウェー - コウライ
- ラフ - ノシバ
- グリーン - 1グリーン、ベント（ペンクロス）
- ハザード - バンカー78、池が絡むホール0
- ラウンドスタイル - キャディ付、歩いてラウンド、5人乗りカート
- 練習場 - 8打席250ヤード
- 休場日 - 無休、12月から3月までクローズ[2][3]

## クラブ情報
- ハウス面積 - 2,000m2（605.0坪）
- ハウス設計 - 株式会社 竹中工務店
- ハウス施工 - 株式会社 竹中工務店[2][3]

## ギャラリー
- コース[4]
- ハウス[5]

## 交通アクセス
- 鉄道 - 東北新幹線（JR東日本） - 盛岡駅より タクシー利用 約35分[6]
- 道路 - 東北自動車道 - 盛岡ICより 11Km 約40分[6]

## 関連文献
- 『ゴルフ場ガイド 東版』、2006-2007、「メイプルカントリークラブ」、東京 ゴルフダイジェスト社、2006年5月、2021年10月26日閲覧